# Ludovic Orban
Ludovic Orban (Brașov, 25 de mayo de 1963) es un ingeniero y político rumano. Fue primer ministro de Rumania entre 2019 y 2020 y después presidente de la Cámara de Diputados hasta octubre del 2021. Fue líder del Partido Nacional Liberal (PNL) y actualmente lo es del nuevo partido Fuerza de la Derecha.
Había sido antes ministro de Transporte desde abril de 2007 hasta diciembre de 2008 en el segundo gabinete de Călin Popescu-Tăriceanu. También fue miembro de la Cámara de Diputados de Rumania por Bucarest de 2008 a 2016.

## Biografía
Nació en Brașov de un padre de etnia húngara y una madre de etnia rumana. Es hermano del ex Comisario Europeo por el Multilingüismo, Leonard Orban.
Orban completó sus estudios secundarios en la escuela secundaria Andrei Șaguna High de la ciudad en 1982. Luego estudió tecnología de diseño de maquinaria industrial en la Universidad Transilvania de Brașov, graduándose en 1988. En 1993, completó estudios de posgrado en Ciencias Políticas en la Escuela Nacional de Estudios Políticos y Administrativos. De 1988 a 1990 se formó como ingeniero en una fábrica en Târgu Secuiesc, y trabajó como tal en una fábrica de Brașov de 1990 a 1991. De 1991 a 1992, escribió para el diario Viitorul Românesc, y de 1992 a 1997 fue asesor del Partido Nacional Liberal. Entre 1997 y 2001 ocupó una serie de cargos gubernamentales y de agencias: en la Agencia de Política Energética, la Dirección de Personas con Discapacidad, el Departamento de Información Pública, la Agencia Nacional de Empleados Públicos y el Centro Nacional de Especialización en Comunicaciones y Relaciones Públicas. También ha estado activo en una fundación llamada Niños, la luz del mundo y ha realizado trabajos de consultoría.
Orban sirvió como concejal local del Sector 3 de 1992 a 1996. Fue elegido concejal local del Sector 1 ese último año, pero renunció. De 1993 a 1997 perteneció al comité ejecutivo del Partido Nacional Liberal de 1993, y en 1998 se unió al consejo nacional del PNL. De 2001 a 2002 formó parte de la oficina central permanente de la PNL, y en 2002 se unió al comité de administración pública del partido. Ha dirigido el capítulo en Bucarest del PNL desde noviembre de 2002, y desde julio de 2004 hasta abril de 2007 fue teniente de alcalde de Bucarest. Salió de este cargo después de una reorganización del gabinete; para ser nombrado ministro de Transporte y se desempeñó como tal hasta la derrota de su partido en las elecciones legislativas de 2008, donde él mismo ganó un escaño en una circunscripción de Bucarest.. Mientras era ministro, también se postuló para alcalde de Bucarest como parte de las elecciones locales de 2008, perdiendo en la primera vuelta al terminar en cuarto lugar con el 11.4% de los votos. En marzo de 2009, concurrente con el ascenso de su aliado Crin Antonescu a la presidencia del PNL, Orban se convirtió en vicepresidente del partido. Se postuló para la presidencia del partido en diciembre de 2014 y fue derrotado por Alina Gorghiu en una votación de 47-28. Orban fue candidato en junio de 2016 para alcalde de Bucarest, pero dos meses antes de las elecciones, se retiró de la competición, así como de sus puestos en la PNL y la Cámara después de ser puesto bajo investigación por la Dirección Nacional Anticorrupción. No fue candidato en las elecciones legislativas  de 2016. En enero de 2017, el Tribunal Superior de Casación y Justicia absolvió a Orban de un cargo de tráfico de influencias. Al mes siguiente, anunció su candidatura para el liderazgo del PNL; pasó a derrotar a Cristian Bușoi por un margen de 78-21.
En octubre de 2019, después de la caída del gobierno de Viorica Dăncilă, el presidente Klaus Iohannis designó a Orban como primer ministro. Su gabinete recibió la aprobación parlamentaria el mes siguiente, con 240 legisladores votando a favor, siete más de lo requerido.
Orban renunció a su cargo tras los malos resultados del PNL en las elecciones legislativas de 2020.
Desde diciembre de 2020 hasta el 12 de octubre de 2021 fue
Presidente de la Cámara de Diputados de Rumanía.
En el 2021 abandonó el PNL y fundó un nuevo partido Fuerza de la Derecha.